# 13e étape du Tour de France 2006
La 13e étape du Tour de France 2006 s'est courue le 15 juillet entre Béziers et Montélimar au travers de 4 départements: l'Hérault, le Gard, l'Ardèche et la Drôme. Avec 230 km à parcourir, c'est l'étape la plus longue de ce Tour.

## Profil
Longue de 230 km, il s'agit d'une seconde étape de transition après celle de la veille.
5 côtes y sont pourtant répertoriées :
1. La côte de Puéchabon (4e catégorie) à 290 m d'altitude ;
2. Le col de la Cardonille (4e catégorie) à 330 m d'altitude ;
3. La côte de l'Arbousset (4e catégorie) à 230 m d'altitude ;
4. La côte de Saint-Maurice d'Ibie (4e catégorie) à 306 m d'altitude.
5. La côte de Villeneuve de Berg (4e catégorie) à 398 m d'altitude ;

Ainsi que 2 sprints de bonification :
1. Au kilomètre 117,5 à Anduze ;
2. Au kilomètre 177,5 à Vallon-Pont-d'Arc.

Le ravitaillement a lieu à Bagard (122 km).

## Récit
Lors de cette étape, le peloton roule à allure modérée. Les échappés en ont profité : l'Allemand Jens Voigt et l'Espagnol Óscar Pereiro arrivent à Montélimar avec près de 30 minutes d'avance (29' 57 exactement). Floyd Landis laisse ainsi son maillot jaune à Óscar Pereiro, qui se replace au classement général après un passage raté dans les Pyrénées.
Fait rare, et comme pour l'étape arrivant à Pontarlier en 2001, tout le peloton est arrivé hors délai (les délais étant fixés à 29 minutes 13 secondes — soit 9% du temps du vainqueur). Mais comme le Tour de France ne pouvait se terminer avec 5 coureurs seulement, le peloton a été repêché par les commissaires.

## Classement de l'étape
| \| 1. \| Jens Voigt \| Allemagne \| en \| 5 h 24 min 36 s \| \| 2. \| Óscar Pereiro \| Espagne \| + \| m.t. \| \| 3. \| Sylvain Chavanel \| France \| \| 40 s \| \| 4. \| Manuel Quinziato \| Italie \| \| m.t. \| \| 5. \| Andriy Grivko \| Ukraine \| \| 6 min 24 s \| \| 6. \| Robbie McEwen \| Australie \| \| 29 min 57 s \| \| 7. \| Bernhard Eisel \| Autriche \| \| m.t. \| \| 8. \| Tom Boonen \| Belgique \| \| m.t. \| \| 9. \| Carlos Da Cruz \| France \| \| m.t. \| \| 10. \| Arnaud Coyot \| France \| \| m.t. \| |                  |           |    |                 |
| 1. | Jens Voigt       | Allemagne | en | 5 h 24 min 36 s |
| 2. | Óscar Pereiro    | Espagne   | +  | m.t.            |
| 3. | Sylvain Chavanel | France    |    | 40 s            |
| 4. | Manuel Quinziato | Italie    |    | m.t.            |
| 5. | Andriy Grivko    | Ukraine   |    | 6 min 24 s      |
| 6. | Robbie McEwen    | Australie |    | 29 min 57 s     |
| 7. | Bernhard Eisel   | Autriche  |    | m.t.            |
| 8. | Tom Boonen       | Belgique  |    | m.t.            |
| 9. | Carlos Da Cruz   | France    |    | m.t.            |
| 10. | Arnaud Coyot     | France    |    | m.t.            |

- Prix de la combativité : Jens Voigt  Allemagne

## Classement général
| \| 1. \| Óscar Pereiro \| Espagne \| en \| 59 h 50 min 34 s \| \| DSQ \| Floyd Landis \| États-Unis \| + \| 1 min 29 s \| \| 2. \| Cyril Dessel \| France \| \| 1 min 37 s \| \| 3. \| Denis Menchov \| Russie \| \| 2 min 30 s \| \| 4. \| Cadel Evans \| Australie \| \| 2 min 46 s \| \| 5. \| Carlos Sastre \| Espagne \| \| 3 min 21 s \| \| 6. \| Andreas Klöden \| Allemagne \| \| 3 min 58 s \| \| 7. \| Michael Rogers \| Australie \| \| 4 min 51 s \| \| 8. \| Juan Miguel Mercado \| Espagne \| \| 5 min 02 s \| \| 9. \| Christophe Moreau \| France \| \| 5 min 13 s \| |                     |            |    |                  |
| 1. | Óscar Pereiro       | Espagne    | en | 59 h 50 min 34 s |
| DSQ | Floyd Landis        | États-Unis | +  | 1 min 29 s       |
| 2. | Cyril Dessel        | France     |    | 1 min 37 s       |
| 3. | Denis Menchov       | Russie     |    | 2 min 30 s       |
| 4. | Cadel Evans         | Australie  |    | 2 min 46 s       |
| 5. | Carlos Sastre       | Espagne    |    | 3 min 21 s       |
| 6. | Andreas Klöden      | Allemagne  |    | 3 min 58 s       |
| 7. | Michael Rogers      | Australie  |    | 4 min 51 s       |
| 8. | Juan Miguel Mercado | Espagne    |    | 5 min 02 s       |
| 9. | Christophe Moreau   | France     |    | 5 min 13 s       |

## Classements annexes
| Classement     | Coureur                    | Total             |
| -------------- | -------------------------- | ----------------- |
| points         | Robbie McEwen Australie    | 252 pts           |
| montagne       | David de la Fuente Espagne | 80 pts            |
| équipe         | Team CSC Danemark          | 179 h 23 min 50 s |
| meilleur jeune | Markus Fothen Allemagne    | 59 h 56 min 20 s  |

## Sprint intermédiaires
1. Sprint intermédiaire de Anduze (km 117,5)
| Premier   | Manuel Quinziato Italie | 6 pts et 6 s |
| Second    | Óscar Pereiro Espagne   | 4 pts et 4 s |
| Troisième | Jens Voigt Allemagne    | 2 pts et 2 s |

2. Sprint intermédiaire de Vallon-Pont-d'Arc (km 177,5)
| Premier   | Óscar Pereiro Espagne   | 6 pts et 6 s |
| Second    | Sylvain Chavanel France | 4 pts et 4 s |
| Troisième | Andriy Grivko Ukraine   | 2 pts et 2 s |

## Classement du maillot à pois de la montagne
Côte de Puéchabon, Catégorie 4 (km 57,5)
| Premier   | Sylvain Chavanel France | 3 pts |
| Second    | Óscar Pereiro Espagne   | 2 pts |
| Troisième | Andriy Grivko Ukraine   | 1 pts |

Col de la Cardonille, Catégorie 4 (km 77,5)
| Premier   | Andriy Grivko Ukraine   | 3 pts |
| Second    | Manuel Quinziato Italie | 2 pts |
| Troisième | Jens Voigt Allemagne    | 1 pts |

Côte de l'Arbousset, Catégorie 4 (km 119,5)
| Premier   | Sylvain Chavanel France | 3 pts |
| Second    | Óscar Pereiro Espagne   | 2 pts |
| Troisième | Manuel Quinziato Italie | 1 pts |

Côte de Saint-Maurice d'Ibie, Catégorie 4 (km 194,5)
| Premier   | Andriy Grivko Ukraine   | 3 pts |
| Second    | Sylvain Chavanel France | 2 pts |
| Troisième | Óscar Pereiro Espagne   | 1 pts |

Côte de Villeneuve de Berg, Catégorie 4 (km 205)
| Premier   | Jens Voigt Allemagne    | 3 pts |
| Second    | Sylvain Chavanel France | 2 pts |
| Troisième | Óscar Pereiro Espagne   | 1 pts |